# Зоц Микола Миколайович
Микола Миколайович Зоц  (21 липня 1964, Заудайка, Прилуцький район, Чернігівська область) – український тренер з біатлону. Заслужений тренер України (1994). Заслужений працівник фізичної культури та спорту. Старший тренер жіночої збірної України з біатлону з 2023 року.

## Біографія
Народився 21 липня 1964 року в селі Зайдайка Прилуцького району Чернігівської області. 1997 року закінчив Львівський інститут фізичної культури. 
У 1986 році почав працювати тренером-викладачем у Прилуцькій філії СДЮШОР з лижного спорту Чернігівської обласної організації спортивного товариства «Україна». З 1992 року – у Чернігівській СДЮШОР з лижного спорту. 
Багатолітній тренер збірної команди України з біатлону. Серед його вихованців – залуженні майстри спорту України по біатлону Валентина Цербе-Несіна, Ніна Лемеш, Оксана Хвостенко, Андрій Дериземля та майстри спорту міжнародного класу України по біатлону Руслан Лисенко та Вячеслав Деркач. 

## Нагороди
- Орден «За заслуги» III ступеня (2003)[4]
- Заслужений працівник фізичної культури і спорту України